# 角川小說賞
角川小說賞（日语：角川小説賞），是角川書店於1974年至1985年間舉辦，以自社當年出版小說為對象設立的日本文學獎。發表雜誌為『野性時代』。

## 獲獎作品

### 第1回至第10回
- 第01回 （1974年） 赤江瀑 
- 第02回 （1975年） 河野典生（日语：河野典生） 
- 第03回 （1976年） 森村誠一 「人性的證明」
- 第04回 （1977年） 山田正紀 
- 第05回 （1978年） 谷克二（日语：谷克二） 
- 第06回 （1979年） 田中光二（日语：田中光二）  ・ 笠井潔（日语：笠井潔） 「再見，天使」
- 第07回 （1980年） 赤川次郎 「獻給惡妻的安魂曲」 ・ 山村正夫（日语：山村正夫） 
- 第08回 （1981年） 小林久三（日语：小林久三）  ・ 谷恒生（日语：谷恒生） 
- 第09回 （1982年） 泡坂妻夫 
- 第10回 （1983年） 矢作俊彦（日语：矢作俊彦）·司城志朗（日语：司城志朗） 「暗闇にノーサイド（日语：暗闇にノーサイド）」

### 第11回至第12回
- 第11回 （1984年） 北方謙三 
- 第12回 （1985年） 中津文彦（日语：中津文彦） 